# Kościół św. Stanisława Kostki w Kosyniu
Kościół św. Stanisława Kostki w Kosyniu – rzymskokatolicki kościół w Kosyniu, wzniesiony w 1888-1891 jako cerkiew św. Jana Chrzciciela.
Cerkiew została wzniesiona w latach 1889-1891 w stylu bizantyjsko-rosyjskim według projektu Wiktora Syczugowa na miejscu starszej, zniszczonej w 1877 przez pożar. Ikonostas dla świątyni wykonano w warszawskiej pracowni Prechnera. Ikony włączone do niego powstały w Moskwie. W 1908 obiekt był remontowany. W okresie międzywojennym w Kosyniu mieściła się parafia Polskiego Autokefalicznego Kościoła Prawosławnego. 
P o wysiedleniach ludności ukraińskiej do ZSRR, budynek został przejęty w roku 1946 przez utworzoną w Kosyniu parafię rzymskokatolicką pw. św. Stanisława Kostki należącą do dekanatu Hańsk.